# Аранджеловац
Ара́нджеловац (серб. Аранђеловацо файле) — город в Сербии, в Шумадийском округе, центр общины Аранджеловац.

## География
Город расположен в Шумадии, у подножия гор Букуля и Венчац, в 76 км к югу от Белграда.

## История
Город Аранджеловац по сербским меркам молодой. Основу города составило село Врбица, а также село Буковик. Здесь также находится курорт Буковичка-Баня, на котором часто бывал князь Милош. В 1858 он решил в Врбице построить церковь и посвятить её Святому Архангелу Гавриилу, а от частей сёл Врбица и Буковик сформировать город, которому дал название Аранджеловац («Город Архангела»). Аранджеловцы считались верными династии Обреновичей и с нежеланием приняли смену королевской династии в 1903 году.

## Население
Численность населения 24 309 чел. (перепись 2002).
Этнический состав населения однородный: сербы — 96 %, черногорцы — 1 %, цыгане — 1 %.
Численность совершеннолетних в городе — 19 575 чел, средний возраст населения — 38,7 года (мужчины — 37,5, женщины — 39,8). В городе имеется 8 339 домохозяйств, среднее число человек в которых — 2,91.

## Экономика
Самое известное предприятие Аранджеловца — «Князь Милош» (серб. Књаз Милош А.Д.), которое кроме минеральной воды, производит много соков и энергетических напитков. Холдинг корпорации «Шамот» производит огнеупорные материалы. Предприятие «Венчац» добывает мрамор.